# Komsomoletsön

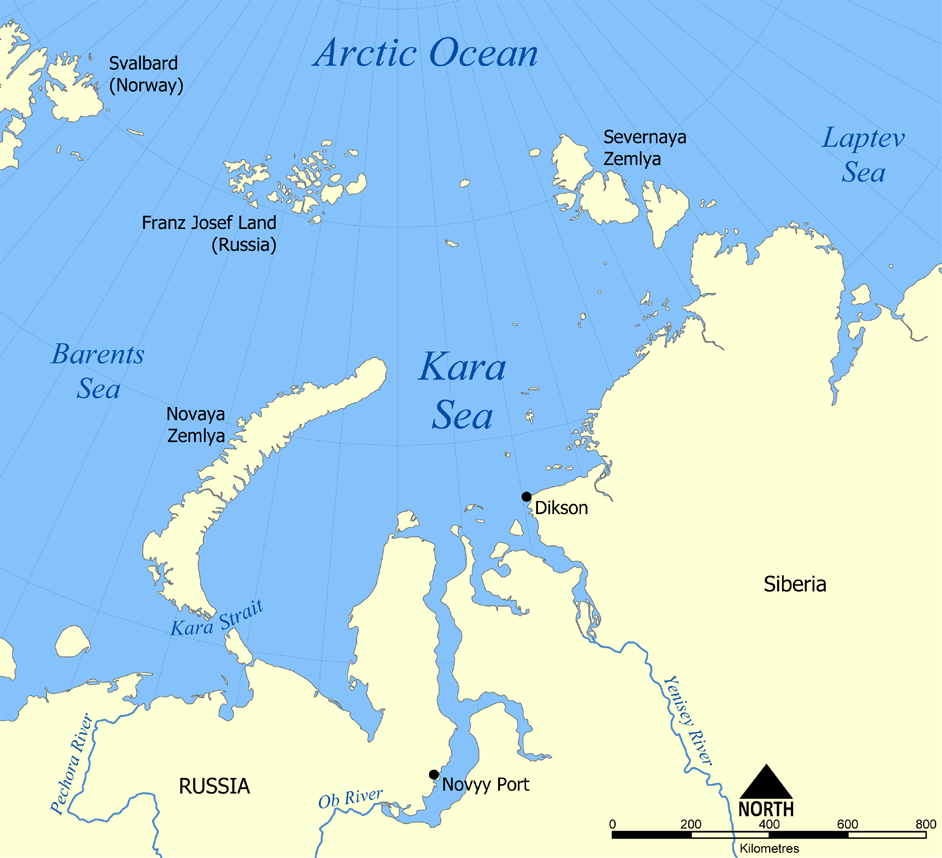
Lägeskarta.

Områdeskarta.

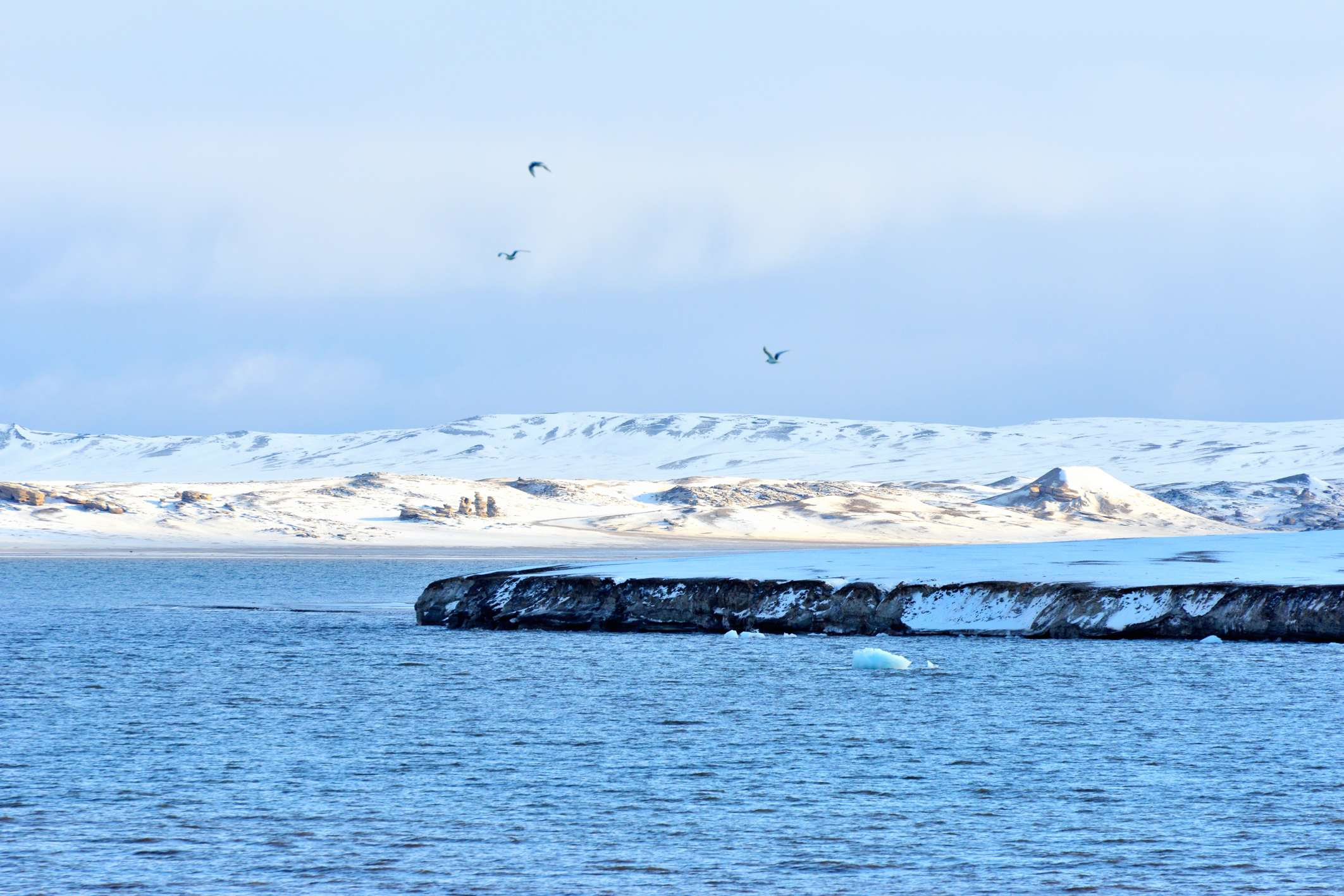
Zhurawljowviken.

Komsomoletsön (ryska: остров Комсомолец Ostrov Komsomolets) är en ö  i Sibirien i norra Ryssland. Ön är den nordligaste punkten i världsdelen Asien och är en av världens yttersta platser. Den nordligaste punkten på Asiens fastland är Kap Tjeljuskin också i Ryssland.

## Geografi
Komsomoletsön ligger i den norra delen i ögruppen Severnaja Zemlja i Norra ishavet mellan Karahavet i väst och Laptevhavet i öst.
Ön har en yta på cirka 9 006 km² och den högsta höjden är på cirka 780 m ö.h. Ön är den tredje största (efter Oktoberrevolutionön och Bolsjevikön) i ögruppen.
Den nordligaste punkten är udden Kap Arktis (Мыс Арктический, Mys Arkticheskiy) mellan Zhurawljowviken i väst och Krenkelviken i öst. Udden är den nordligaste landplatsen i världsdelen Asien då ryska Kap Fligely i Frans Josefs land vanligen klassas som Europa. Nordpolen ligger cirka 990 km norr om Kap Arktis.
Det råder arktiskt klimat i området och mer än hälften av ön är täckt av glaciärer. Största glaciären är The Academy of Sciences Ice Cap med en yta på cirka 5 575 km².
Förvaltningsmässigt utgör området en del av krajen Krasnojarsk kraj.

## Historia
Ögruppen upptäcktes 1913 av ryske upptäcktsresande Boris Vilkitskij.
Komsomoletsön undersöktes först under en expedition åren 1930–1932 och namngavs för att hedra ungdomsorganisationen Komsomol.